# Жордан Зан
Жордан Зан (18 липня 1991) — замбійський плавець.
Учасник Олімпійських Ігор 2008, 2012 років.